# Saint-Arcons-de-Barges
Saint-Arcons-de-Barges – miejscowość i gmina we Francji, w regionie Owernia-Rodan-Alpy, w departamencie Górna Loara.
Według danych na rok 1990 gminę zamieszkiwało 167 osób, a gęstość zaludnienia wynosiła 11 osób/km² (wśród 1310 gmin Owernii Saint-Arcons-de-Barges plasuje się na 681. miejscu pod względem liczby ludności, natomiast pod względem powierzchni na miejscu 625.).